# عدنان محمد حسب
عدنان محمد حسب وهو لاعب عراقي سابق وكان يلعب مركز لاعب وسط، احترف للعب في نادي شباب الساحل اللبناني، كما شارك مع زملائه في التشكيلة الأساسية لمنتخب العراق لبطولة كأس آسيا 2000 والتي استضافته لبنان.

## مصدر
1. ↑  Hassanin Mubarak. "Player Database". iraqsport.com. مؤرشف من الأصل في 2001-04-24.

## وصلات خارجية
- National Football Teams Profile
- عدنان محمد حسب على موقع عالم كرة القدم.نت (الإنجليزية)